# Liste der Gemeinden in Alberta

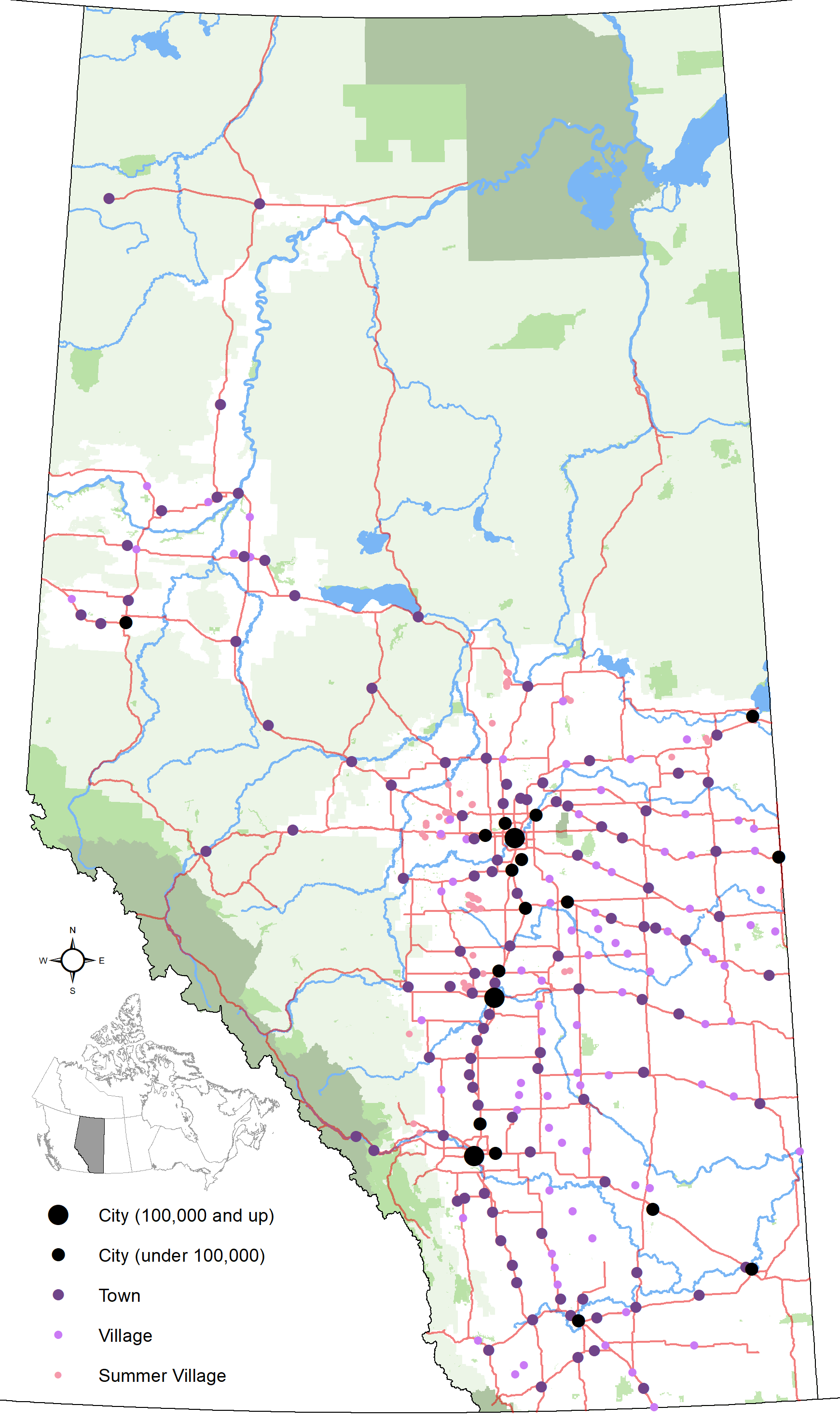
Übersichtskarte der städtischen Gemeinden in Alberta

Dies ist eine Liste der Gemeinden in der kanadischen Provinz Alberta. Neben diesen eher städtischen Verwaltungseinheiten, gibt es auch noch die ländlichen Verwaltungsbezirke, die Municipal Districts in Alberta.

## Städte
Die nachfolgende Tabelle enthält die Städte der Provinz, ihre Gemeindenummer und den Gemeindestatus sowie ihre Einwohnerzahlen aus den jeweiligen Volkszählungen von Statistics Canada, der nationalen Statistikagentur Kanadas. Die Tabelle enthält nur die Orte, welche den Gemeindestatus City oder Town und mindestens 10.000 Einwohner in mindestens einer der Erhebungen haben.
| Stadt                                 | Gemeinde- | Gemeinde- | Einwohner | Einwohner | Einwohner | Einwohner       | Einwohner       | Einwohner       | Einwohner       | Einwohner       |
| Stadt                                 | Nr.       | Status    | 01981     | 01991     | 01996     | 02001           | 02006           | 02011           | 02016           | 02021           |
| ------------------------------------- | --------- | --------- | --------- | --------- | --------- | --------------- | --------------- | --------------- | --------------- | --------------- |
| Airdrie                               | 0003      | City      | 8.414     | 12.456    | 15.946    | 20.407          | 28.927          | 43.271          | 61.581          | 74.100          |
| Beaumont                              | 0019      | City      | 2.638     | 5.042     | 5.810     | 7.006           | 8.961           | 13.284          | 17.457          | 20.888          |
| Blackfalds                            | 0031      | Town      |           | 1.769     | 2.001     | 3.042           | 4.618           | 6.300           | 9.328           | 10.470          |
| Brooks                                | 0043      | City      | 9.421     | 9.433     | 10.093    | 11.604          | 12.508          | 13.676          | 14.451          | 14.924          |
| Calgary                               | 0046      | City      | 592.743   | 710.677   | 768.082   | 879.003         | 988.812         | 1.096.833       | 1.239.220       | 1.306.784       |
| Camrose                               | 0048      | City      | 12.570    | 13.420    | 13.728    | 14.870          | 15.630          | 17.286          | 18.742          | 18.772          |
| Canmore                               | 0050      | Town      | 3.484     | 5.681     | 8.354     | 10.792          | 12.039          | 12.288          | 13.992          | 15.990          |
| Chestermere                           | 0356      | City      | …         | 926       | 1.911     | 3.856           | 9.923           | 14.824          | 19.887          | 22.163          |
| Cochrane                              | 0070      | Town      | 3.544     | 5.267     | 7.424     | 12.041          | 13.760          | 17.580          | 25.853          | 32.199          |
| Cold Lake (Grand Centre)              | 0525      | City      | …         | …         | 11.791    | 11.520          | 11.991          | 13.839          | 14.976          | 15.661          |
| Edmonton                              | 0098      | City      | 532.246   | 616.741   | 616.306   | 666.104         | 730.372         | 812.201         | 933.088         | 1.010.899       |
| Fort Saskatchewan                     | 0114      | City      | 12.169    | 12.092    | 12.408    | 13.121          | 14.957          | 19.051          | 24.169          | 27.088          |
| Grande Prairie                        | 0132      | City      | 24.263    | 28.271    | 31.353    | 36.983          | 47.107          | 55.655          | 63.166          | 64.141          |
| High River                            | 0148      | Town      | 4.792     | 6.269     | 7.359     | 9.383           | 10.716          | 12.930          | 13.594          | 14.324          |
| Lacombe                               | 0194      | City      | 5.591     | 6.934     | 8.018     | 9.384           | 10.752          | 11.707          | 13.057          | 13.396          |
| Leduc                                 | 0200      | City      | 12.471    | 13.970    | 14.346    | 15.032          | 16.967          | 24.304          | 29.993          | 34.094          |
| Lethbridge                            | 0203      | City      | 54.072    | 60.974    | 63.053    | 67.374          | 74.685          | 83.517          | 92.729          | 98.406          |
| Lloydminster (inkl. Teilgeb in Sask.) | 0206      | City      | 15.031    | 17.283    | 18.953    | 13.148 (20.988) | 15.910 (24.028) | 18.032 (27.804) | 19.739 (31.410) | 19.645 (31.582) |
| Medicine Hat                          | 0217      | City      | 40.380    | 43.625    | 46.783    | 51.249          | 56.997          | 60.005          | 63.260          | 63.271          |
| Morinville                            | 0224      | Town      |           | 6.104     | 6.226     | 6.540           | 6.775           | 8.569           | 9.848           | 10.385          |
| Okotoks                               | 0238      | Town      | 3.847     | 6.723     | 8.528     | 11.689          | 17.150          | 24.511          | 29.016          | 30.405          |
| Red Deer                              | 0262      | City      | 46.393    | 58.145    | 60.080    | 67.829          | 83.154          | 90.564          | 100.418         | 100.844         |
| Spruce Grove                          | 0291      | City      | 10.326    | 12.908    | 14.271    | 15.983          | 19.541          | 26.171          | 34.108          | 37.645          |
| St. Albert                            | 0292      | City      | 31.996    | 42.146    | 46.888    | 53.081          | 57.764          | 61.466          | 65.589          | 68.232          |
| Stony Plain                           | 0301      | Town      | 4.839     | 7.226     | 8.274     | 9.624           | 12.363          | 15.051          | 17.189          | 17.993          |
| Strathmore                            | 0303      | Town      | 2.986     | 4.190     | 5.282     | 7.621           | 10.280          | 12.305          | 13.756          | 14.339          |
| Sylvan Lake                           | 0310      | Town      | 3.779     | 4.210     | 5.178     | 7.503           | 10.250          | 12.362          | 14.816          | 15.995          |
| Wetaskiwin                            | 0347      | City      | 9.597     | 10.657    | 10.959    | 11.154          | 11.689          | 12.525          | 12.655          | 12.594          |
| Whitecourt                            | 0525      | Town      | …         | 6.938     | 7.783     | 8.334           | 8.971           | 9.605           | 10.209          | 9.927           |

## Sonstige Gemeinden
Die nachfolgende Auflistung enthält alle Gemeinden (mit Gemeindenummer) die den Status
- Town,
- Summer Village,
- Village oder den einer
- Specialized Municipality

haben.

### A
- Acme (Gemeindenummer 00021; Village)
- Alberta Beach (Gemeindenummer 0004; Village)
- Alix (Gemeindenummer 0005; Village)
- Alliance (Gemeindenummer 0006; Village)
- Amisk (Gemeindenummer 0007; Village)
- Andrew (Gemeindenummer 0008; Village)
- Argentia Beach (Gemeindenummer 0009; Summer Village)
- Arrowwood (Gemeindenummer 0010; Village)
- Athabasca (Gemeindenummer 0011; Town)

### B
- Banff (Gemeindenummer 0387; Town)
- Barnwell (Gemeindenummer 0363; Village)
- Barons (Gemeindenummer 0013; Village)
- Barrhead (Gemeindenummer 0014; Town)
- Bashaw (Gemeindenummer 0016; Town)
- Bassano (Gemeindenummer 0017; Town)
- Bawlf (Gemeindenummer 0018; Town)
- Beaverlodge (Gemeindenummer 0021; Town)
- Beiseker (Gemeindenummer 0022; Village)
- Bentley (Gemeindenummer 0023; Town)
- Berwyn (Gemeindenummer 0025; Village)
- Betula Beach (Gemeindenummer 0026; Summer Village)
- Big Valley (Gemeindenummer 0027; Village)
- Birch Cove (Gemeindenummer 0384; Summer Village)
- Birchcliff (Gemeindenummer 0028; Summer Village)
- Bittern Lake (Gemeindenummer 0029; Village)
- Bon Accord (Gemeindenummer 0034; Town)
- Bondiss (Gemeindenummer 0367; Summer Village)
- Bonnyville (Gemeindenummer 0035; Town)
- Bonnyville Beach (Gemeindenummer 0037; Summer Village)
- Botha (Gemeindenummer 0038; Village)
- Bow Island (Gemeindenummer 0039; Town)
- Bowden (Gemeindenummer 0040; Town)
- Boyle (Gemeindenummer 0041; Village)
- Breton (Gemeindenummer 0042; Village)
- Bruderheim (Gemeindenummer 0044; Town)
- Burnstick Lake (Gemeindenummer 0414; Summer Village)

### C
- Calmar (Gemeindenummer 0047; Town)
- Carbon (Gemeindenummer 0051; Village)
- Cardston (Gemeindenummer 0052; Town)
- Carmangay (Gemeindenummer 0054; Village)
- Caroline (Gemeindenummer 0055; Village)
- Carstairs (Gemeindenummer 0056; Town)
- Castle Island (Gemeindenummer 0057; Summer Village)
- Castor (Gemeindenummer 0058; Town)
- Champion (Gemeindenummer 0061; Village)
- Chauvin (Gemeindenummer 0062; Village)
- Chipman (Gemeindenummer 0064; Village)
- Claresholm (Gemeindenummer 0065; Town)
- Clive (Gemeindenummer 0066; Village)
- Clyde (Gemeindenummer 0068; Village)
- Coaldale (Gemeindenummer 0069; Town)
- Coalhurst (Gemeindenummer 0360; Town)
- Consort (Gemeindenummer 0073; Village)
- Coronation (Gemeindenummer 0075; Town)
- Coutts (Gemeindenummer 0076; Village)
- Cowley (Gemeindenummer 0077; Village)
- Cremona (Gemeindenummer 0078; Village)
- Crossfield (Gemeindenummer 0079; Town)
- Crowsnest Pass (Gemeindenummer 0361; Specialized Municipality)
- Crystal Springs (Gemeindenummer 0080; Summer Village)
- Czar (Gemeindenummer 0081; Village)

### D
- Daysland (Gemeindenummer 0082; Town)
- Delburne (Gemeindenummer 0083; Village)
- Delia (Gemeindenummer 0084; Village)
- Devon (Gemeindenummer 0086; Town)
- Diamond Valley (Gemeindenummer 7662; Town)
- Disdbury (Gemeindenummer 0088; Town)
- Donalda (Gemeindenummer 0089; Village)
- Donnelly (Gemeindenummer 0090; Village)
- Drayton Valley (Gemeindenummer 0091; Town)
- Drumheller (Gemeindenummer 0532; Town)
- Duchess (Gemeindenummer 0093; Village)

### E
- Eckville (Gemeindenummer 0095; Town)
- Edberg (Gemeindenummer 0096; Village)
- Edgerton (Gemeindenummer 0097; Village)
- Edson (Gemeindenummer 0100; Town)
- Elk Point (Gemeindenummer 0101; Town)
- Elnora (Gemeindenummer 0102; Village)
- Empress (Gemeindenummer 0103; Village)

### F
- Fairview (Gemeindenummer 0106; Town)
- Falher (Gemeindenummer 0108; Town)
- Foremost (Gemeindenummer 0112; Village)
- Forestburg (Gemeindenummer 0113; Village)
- Fort Macleod (Gemeindenummer 0115; Town)
- Fort McMurray (Gemeindenummer 0116; Urban service area)
- Fox Creek (Gemeindenummer 0119; Town)

### G
- Galahad (Gemeindenummer 0122; Village)
- Ghost Lake (Gemeindenummer 0123; Summer Village)
- Gibbons (Gemeindenummer 0124; Town)
- Girouxville (Gemeindenummer 0125; Village)
- Glendon (Gemeindenummer 0127; Village)
- Glenwood (Gemeindenummer 0128; Village)
- Golden Days (Gemeindenummer 0129; Summer Village)
- Grande Cache (Gemeindenummer 0131; Town)
- Grandview (Gemeindenummer 0134; Summer Village)
- Grimshaw (Gemeindenummer 0137; Town)
- Gull Lake (Gemeindenummer 0138; Summer Village)

### H
- Half Moon Bay (Gemeindenummer 0358; Summer Village)
- Halkirk (Gemeindenummer 0140; Village)
- Hanna (Gemeindenummer 0141; Town)
- Hardisty (Gemeindenummer 0143; Town)
- Hay Lakes (Gemeindenummer 0144; Village)
- Heisler (Gemeindenummer 0145; Village)
- High Level (Gemeindenummer 0146; Town)
- High Prairie (Gemeindenummer 0147; Town)
- Hill Spring (Gemeindenummer 0149; Village)
- Hines Creek (Gemeindenummer 0150; Village)
- Hinton (Gemeindenummer 0151; Town)
- Holden (Gemeindenummer 0152; Village)
- Horseshoe Bay (Gemeindenummer 0375; Summer Village)
- Hughenden (Gemeindenummer 0153; Village)
- Hussar (Gemeindenummer 0154; Village)

### I
- Innisfail (Gemeindenummer 0180; Town)
- Innisfree (Gemeindenummer 0181; Village)
- Irma (Gemeindenummer 0182; Village)
- Irricana (Gemeindenummer 0183; Town)
- Island Lake (Gemeindenummer 0185; Summer Village)
- Island Lake South (Gemeindenummer 0368; Summer Village)
- Itaska Beach (Gemeindenummer 0186; Summer Village)

### J
- Jarvis Bay (Gemeindenummer 0379; Summer Village)
- Jasper (Gemeindenummer 0418; Specialized Municipality)

### K
- Kapasiwin (Gemeindenummer 0187; Summer Village)
- Killam (Gemeindenummer 0188; Town)
- Kitscoty (Gemeindenummer 0190; Village)

### L
- Lac La Biche County (Gemeindenummer 4353; Specialized Municipality)
- Lakeview (Gemeindenummer 0196; Summer Village)
- Lamont (Gemeindenummer 0197; Town)
- Larkspur (Gemeindenummer 0378; Summer Village)
- Legal (Gemeindenummer 0202; Town)
- Linden (Gemeindenummer 0205; Village)
- Lomond (Gemeindenummer 0207; Village)
- Longview (Gemeindenummer 0208; Village)
- Lougheed (Gemeindenummer 0209; Village)

### M
- Mackenzie County (Gemeindenummer 0505; Specialized Municipality)
- Magrath (Gemeindenummer 0211; Town)
- Ma-Me-O Beach (Gemeindenummer 0210; Summer Village)
- Manning (Gemeindenummer 0212; Town)
- Mannville (Gemeindenummer 0213; Village)
- Marwayne (Gemeindenummer 0214; Village)
- Mayerthorpe (Gemeindenummer 0215; Town)
- McLennan (Gemeindenummer 0216; Town)
- Mewatha Beach (Gemeindenummer 0359; Summer Village)
- Milk River (Gemeindenummer 0218; Town)
- Millet (Gemeindenummer 0219; Town)
- Milo (Gemeindenummer 0220; Village)
- Minburn (Gemeindenummer 0221; Village)
- Morrin (Gemeindenummer 0225; Village)
- Mundare (Gemeindenummer 0227; Town)
- Munson (Gemeindenummer 0228; Village)
- Myrnam (Gemeindenummer 0229; Village)

### N
- Nakamun Park (Gemeindenummer 0230; Summer Village)
- Nampa (Gemeindenummer 0231; Village)
- Nanton (Gemeindenummer 0232; Town)
- Nobleford (Gemeindenummer 0236; Village)
- Norglenwold (Gemeindenummer 0237; Summer Village)
- Norris Beach (Gemeindenummer 0385; Summer Village)

### O
- Olds (Gemeindenummer 0239; Town)
- Onoway (Gemeindenummer 0240; Town)
- Oyen (Gemeindenummer 0241; Town)

### P
- Paradise Valley (Gemeindenummer 244; Village)
- Parkland Beach (Gemeindenummer 374; Summer Village)
- Peace River (Gemeindenummer 247; Town)
- Pelican Narrows (Gemeindenummer 362; Summer Village)
- Penhold (Gemeindenummer 248; Town)
- Picture Butte (Gemeindenummer 249; Town)
- Pincher Creek (Gemeindenummer 250; Town)
- Point Alison (Gemeindenummer 253; Summer Village)
- Ponoka (Gemeindenummer 254; Town)
- Poplar Bay (Gemeindenummer 256; Summer Village)
- Provost (Gemeindenummer 257; Town)

### R
- Rainbow Lake (Gemeindenummer 260; Town)
- Raymond (Gemeindenummer 261; Town)
- Redcliff (Gemeindenummer 264; Town)
- Redwater (Gemeindenummer 265; Town)
- Rimbey (Gemeindenummer 266; Town)
- Rochon Sands (Gemeindenummer 267; Summer Village)
- Rocky Mountain House (Gemeindenummer 268; Town)
- Rockyford (Gemeindenummer 270; Village)
- Rosalind (Gemeindenummer 271; Village)
- Rosemary (Gemeindenummer 272; Village)
- Ross Haven (Gemeindenummer 273; Summer Village)
- Rycroft (Gemeindenummer 275; Village)
- Ryley (Gemeindenummer 276; Village)

### S
- Sandy Beach (Gemeindenummer 277; Summer Village)
- Seba Beach (Gemeindenummer 279; Summer Village)
- Sedgewick (Gemeindenummer 280; Town)
- Sexsmith (Gemeindenummer 281; Town)
- Sherwood Park (Gemeindenummer 523; Urban Service Area)
- Silver Beach (Gemeindenummer 282; Summer Village)
- Silver Sands (Gemeindenummer 283; Summer Village)
- Slave Lake (Gemeindenummer 284; Town)
- Smoky Lake (Gemeindenummer 285; Town)
- South Baptiste (Gemeindenummer 369; Summer Village)
- South View (Gemeindenummer 288; Summer Village)
- Spirit River (Gemeindenummer 289; Town)
- Spring Lake (Gemeindenummer 290; Village)
- Saint Paul (St. Paul) (Gemeindenummer 293; Town)
- Standard (Gemeindenummer 295; Village)
- Stavely (Gemeindenummer 297; Town)
- Stettler (Gemeindenummer 298; Town)
- Stirling (Gemeindenummer 300; Village)
- Strathcona County (Gemeindenummer 302; Specialized Municipality)
- Strome (Gemeindenummer 304; Village)
- Sunbreaker Cove (Gemeindenummer 388; Summer Village)
- Sundance Beach (Gemeindenummer 306; Summer Village)
- Sundre (Gemeindenummer 307; Town)
- Sunrise Beach (Gemeindenummer 386; Summer Village)
- Sunset Beach (Gemeindenummer 357; Summer Village)
- Sunset Point (Gemeindenummer 308; Summer Village)
- Swan Hills (Gemeindenummer 309; Town)

### T
- Taber (Gemeindenummer 311; Town)
- Thorsby (Gemeindenummer 315; Village)
- Three Hills (Gemeindenummer 316; Town)
- Tofield (Gemeindenummer 318; Town)
- Trochu (Gemeindenummer 320; Town)
- Two Hills (Gemeindenummer 322; Town)

### V
- Val Quentin (Gemeindenummer 324; Summer Village)
- Valleyview (Gemeindenummer 325; Town)
- Vauxhall (Gemeindenummer 326; Town)
- Vegreville (Gemeindenummer 327; Town)
- Vermilion (Gemeindenummer 328; Town)
- Veteran (Gemeindenummer 330; Village)
- Viking (Gemeindenummer 331; Town)
- Vilna (Gemeindenummer 332; Village)
- Vulcan (Gemeindenummer 333; Town)

### W
- Wainwright (Gemeindenummer 335; Town)
- Waiparous (Gemeindenummer 380; Summer Village)
- Warburg (Gemeindenummer 338; Village)
- Warner (Gemeindenummer 339; Village)
- Waskatenau (Gemeindenummer 342; Village)
- Wembley (Gemeindenummer 343; Town)
- West Baptiste (Gemeindenummer 370; Summer Village)
- West Cove (Gemeindenummer 344; Summer Village)
- Westlock (Gemeindenummer 345; Town)
- Whispering Hills (Gemeindenummer 371; Summer Village)
- White Sands (Gemeindenummer 365; Summer Village)
- Whitecourt (Gemeindenummer 350; Town)
- Willingdon (Gemeindenummer 352; Village)
- Wood Buffalo (Gemeindenummer 0508; Specialized Municipality)

### Y
- Yellowstone (Gemeindenummer 354; Summer Village)
- Youngstown (Gemeindenummer 355; Village)